# Rafał Trześniewski (Harada)
Rafał Trześniewski (Harada) - artista de música polonês-alemã nascido em 30 de novembro de 2000 na Polónia
Em 2014, ele começou a sua actividade como DJ de techno. Em 2015 ele lançou seu primeiro álbum, blackout as Harada, juntamente com Йенсом Лиссатом e Дитмаром Andreas Майером, artista King Brain, que apareceu em uma gravadora techno Beta Beat.
Funciona sob vários pseudónimos, e preparou-a para o estúdio de uma série de publicações, festivais de música, tais como Candl Klong, Trapézio, Modart Music, Monique Musique, Kittball, Tiger Records, Kontor Records, Audio Therapy, do Micro.Fon Records, Blufin, Dieb De Áudio, Leftroom Records. Em colaboração com o single Ramona Zenkerem Sonic Dust, Klappe Zu Affe Tot, Rappelkiste e Xylopia surgiram como Zenker & Harada em Blufin, estúdio de techno.
Além da produção de seus remixar artistas como AI Beijo e Sunny Boy, Pravler, DJ Emerson Oliver Moldan, Jens Lissat e Pierre Deutschmann. Entre outras coisas, foi o sucesso do single Thinking and Doing Less, que foi lançado 

## discografia
| BEB 003                                                       | 1999                |                 |      |
| Lissat* & Harada - Montana's Trancett                         | Tetsuo              |                 | 2001 |
| Spectrum ‎(12")                                                | SoonDay Productions | SDP003          | 2002 |
| Harada & Hess* - Pinball ‎(12")                                | Pearldiver Records  | pearl 003       | 2006 |
| Wollion _ Harada - Metropolitan Fulltime                      | Blu Fin             |                 | 2007 |
| The Techfabulous EP ‎(12", EP)                                 | Leftroom Limited    | Limited 004     | 2007 |
| Moldan* vs Harada - Fortune Cookie                            | Fortune Records     |                 | 2008 |
| Conscious Movement ‎(12")                                      | Micro.fon           | M\|F11          | 2008 |
| Oliver Klein & Harada - Fisherman EP                          | Micro.fon           |                 | 2009 |
| Safari EP ‎(3xFile, MP3, EP, 320)                              | Etui Galaxi         | ETUI GALAXI 008 | 2009 |
| Harada & Jerl - Monday Morning ‎(12")                          | Blu Fin             | BLUFIN 060      | 2009 |
| Hess, Harada - Farbimpulse EP ‎(4xFile, MP3, EP, 320)          | Ketra Records       | KTR006          | 2009 |
| Wollion & Harada - Thinking And Doing Less ‎(12")              | Kling Klong         | KLING093        | 2014 |
| Wollion & Harada - Pens & Paws EP ‎(2xFile, MP3, EP, 320)      | Monique Musique     | MM177           | 2014 |
| Wollion & Harada - She Can Reach ‎(12")                        | Paso Music          | Paso 038        | 2014 |
| The Four Horsemen EP ‎(3xFile, MP3, EP, 320)                   | Trapez LTD          | Trapez ltd 159  | 2016 |
| I Came ‎(3xFile, MP3, 320)                                     | Blu Fin             | BLUFIN049       | 2008 |
| Ramon Zenker & Harada - Sonic Dust ‎(WAV)                      | Blu Fin             | BF076           | 2010 |
| Ramon Zenker & Harada - Rappelkiste ‎(File, MP3, 320)          | Blu Fin             | BF105           | 2011 |
| Ramon Zenker & Harada - Klappe Zu Affe Tot ‎(2xFile, MP3, 192) | Blu Fin             | none            | 2011 |
| Ramon Zenker & Harada - Xylopia                               | Blu Fin             |                 | 2012 |
| Zenker* & Harada - Rubbel Die Katz ‎(4xFile, WAV)              | Tulipa Recordings   | TULIPA092       | 2014 |

1. ↑  https://www.residentadvisor.net/dj/harada/tracks